# Koi no Express Train
 (novembre 2016).
Si vous disposez d'ouvrages ou d'articles de référence ou si vous connaissez des sites web de qualité traitant du thème abordé ici, merci de compléter l'article en donnant les références utiles à sa vérifiabilité et en les liant à la section « Notes et références ».
 (18 novembre 2016).
Singles de Negicco
Plastic☆Star
(9 juillet 2010) Anata to Pop with You!
(20 juin 2012)
Koi no Express Train (恋のExpress Train) est le 9e single du groupe d'idoles japonaises Negicco sorti en novembre 2011.

## Détails du single
Le single le 2 novembre 2011, écrit et composé par Connie, sort sur le label T-Palette Records en une d'édition, ce qui devient le premier single du groupe à être vendu sur ce label après que le groupe a signé chez le label en juin 2011. Il atteint la 65e place du classement hebdomadaire des ventes de l'Oricon et s'y maintient pendant une semaine.
Le CD contient la chanson titre Koi no Express Train, une chanson face B Neutrino Love ainsi que leurs versions karaoké.
Le single ne figurera pas dans la compilation Negicco 2003-2012 ~Best~ qui sort quelques mois plus tard, en 2012. La chanson figurera en revanche dans le premier album de Negicco Melody Palette en vente en juillet 2013, soit deux ans plus tard.
Un événement de lancement du single est organisé par Negicco dans les magasins de Tower Records Japan au cours de novembre 2011.

## Interprètes
- Nao
- Megu
- Kaede

## Liste des titres
| 1. | Koi no Express Train (恋のExpress Train) |  |
| 2. | Neutrino Love (ニュートリノ・ラヴ)       |  |
| 3. | Koi no Express Train (karaoke)           |  |
| 4. | Neutrino Love (karaoke)                  |  |